# Ángelo Henríquez
Ángelo José Henríquez Iturra (Santiago del Cile, 13 aprile 1994) è un calciatore cileno, attaccante del Lamia.

## Caratteristiche tecniche
È in possesso di una buona tecnica, ottimo dribbling e una rapidità eccellente.
Nel 2012 è stato inserito nella lista dei migliori calciatori nati dopo il 1991 stilata da Don Balón.

## Carriera

### Club

#### Universidad de Chile
La sua carriera da calciatore inizia nel 2007, all'età di 13 anni, quando viene acquistato dall'Universidad de Chile per militare nelle varie divisioni giovanili del club cileno, dopo aver smesso di giocare a tennis, sport praticato fino all'età di 12 anni. Il 27 giugno 2011 compie il suo debutto con La U durante il match di coppa contro l'Unión San Felipe. Il 22 febbraio 2012 segna la sua prima rete in Coppa Libertadores durante il match, vinto con il risultato di 5 a 1, contro il Godoy Cruz. Il 29 febbraio realizza la sua prima doppietta in campionato, durante la partita giocata contro il Cobreloa.

#### Manchester United
Il 5 settembre 2012 viene acquistato dal Manchester United per una somma intorno ai 5,5 milioni di dollari; prenderà la maglia numero 21.

#### Wigan Athletic
Il 2 gennaio 2013 il Wigan annuncia di aver preso in prestito il giocatore fino al termine della stagione; l'attaccante prenderà la maglia numero 11. Gioca 2 partite in Premier League, segnando anche un gol, e 4 partite senza mai segnare in FA Cup, competizione poi vinta dal Wigan per la prima volta nella sua storia.

#### Real Saragozza
Il 28 agosto 2013 passa in prestito al Real Saragozza.

#### Dinamo Zagabria
L'11 agosto 2014 viene girato nuovamente in prestito, questa volta alla Dinamo Zagabria. Con la squadra croata è protagonista di un'ottima stagione, in cui contribuisce alla vittoria del campionato e della coppa nazionale, grazie ai 26 gol segnati in 30 partite. Il 6 luglio 2015 viene riscattato dalla Dinamo Zagabria per 1.6 milioni di euro.

### Nazionale
Nel novembre 2009 disputa, con la selezione cilena Under-15, il Sudamericano di categoria organizzato in Bolivia; la sua squadra non supera la prima fase: Henríquez gioca 4 partite e segna 2 gol, entrambi nella partita contro il Paraguay Under-15, ed è proprio in quest'occasione che viene visionato dagli osservatori dei Red Devils.
A marzo 2012 partecipa, con l'Under-17, al Sudamericano di categoria organizzato in Ecuador. Non avrà molta fortuna: difatti i cileni si fermano ancora alla prima fase. Durante il torneo disputa 4 partite e va in gol in tre partite: contro la Colombia Under-17, il Brasile Under-17 e il Venezuela Under-17. Il 14 novembre 2012 esordisce con la Nazionale maggiore, segnando anche un gol. Partecipa al Mondiale Under-20 2013 e successivamente con la nazionale maggiore alla Copa America 2015 dalla quale uscirà vincitore.

## Statistiche

### Presenze e reti nei club
Statistiche aggiornate al 20 maggio 2015.
| Stagione               | Squadra                | Campionato             | Campionato | Campionato | Coppe nazionali | Coppe nazionali | Coppe nazionali | Coppe continentali | Coppe continentali | Coppe continentali | Altre coppe | Altre coppe | Altre coppe | Totale | Totale | Totale |
| Stagione               | Squadra                | Comp                   | Pres       | Reti       | Comp            | Pres            | Reti            | Comp               | Pres               | Reti               | Comp        | Pres        | Reti        | Pres   | Reti   |        |
| ---------------------- | ---------------------- | ---------------------- | ---------- | ---------- | --------------- | --------------- | --------------- | ------------------ | ------------------ | ------------------ | ----------- | ----------- | ----------- | ------ | ------ | ------ |
| 2011-2012              | Universidad de Chile   | PD                     | 17         | 11         | CC              | 1               | 0               | CL                 | 10                 | 4                  | -           | -           | -           | 28     | 15     |        |
| 2012-gen. 2013         | Manchester Utd         | PL                     | 0          | 0          | FACup+CdL       | 0+0             | 0               | UCL                | 0                  | 0                  | -           | -           | -           | 0      | 0      |        |
| gen.-giu. 2013         | Wigan                  | PL                     | 4          | 1          | FACup+CdL       | 0+0             | 0               | -                  | -                  | -                  | -           | -           | -           | 4      | 1      |        |
| 2013-2014              | Real Saragozza         | PD                     | 25         | 6          | CR              | 0               | 0               | -                  | -                  | -                  | -           | -           | -           | 25     | 6      |        |
| 2014-2015              | Dinamo Zagabria        | 1. HNL                 | 25         | 20         | CC              | 6               | 6               | UEL                | 6                  | 3                  | -           | -           | -           | 37     | 29     |        |
| 2015-2016              | Dinamo Zagabria        | 1. HNL                 | 0          | 0          | CC              | 0               | 0               | UCL                | 0                  | 0                  | -           | -           | -           | 0      | 0      |        |
| Totale Dinamo Zagabria | Totale Dinamo Zagabria | Totale Dinamo Zagabria | 25         | 21         |                 | 6               | 6               |                    | 6                  | 3                  |             | -           | -           | 37     | 30     |        |
| Totale carriera        | Totale carriera        | Totale carriera        | 71         | 39         |                 | 7               | 6               |                    | 16                 | 7                  |             | -           | -           | 94     | 52     |        |

### Cronologia presenze e reti in Nazionale
| Cronologia completa delle presenze e delle reti in nazionale ― Cile | Cronologia completa delle presenze e delle reti in nazionale ― Cile | Cronologia completa delle presenze e delle reti in nazionale ― Cile | Cronologia completa delle presenze e delle reti in nazionale ― Cile | Cronologia completa delle presenze e delle reti in nazionale ― Cile | Cronologia completa delle presenze e delle reti in nazionale ― Cile | Cronologia completa delle presenze e delle reti in nazionale ― Cile | Cronologia completa delle presenze e delle reti in nazionale ― Cile |
| Data                                                                | Città                                                               | In casa                                                             | Risultato                                                           | Ospiti                                                              | Competizione                                                        | Reti                                                                | Note                                                                |
| ------------------------------------------------------------------- | ------------------------------------------------------------------- | ------------------------------------------------------------------- | ------------------------------------------------------------------- | ------------------------------------------------------------------- | ------------------------------------------------------------------- | ------------------------------------------------------------------- | ------------------------------------------------------------------- |
| 14-11-2012                                                          | San Gallo                                                           | Cile                                                                | 1 – 3                                                               | Serbia                                                              | Amichevole                                                          | 1                                                                   | 20’                                                                 |
| 14-8-2013                                                           | Brøndby                                                             | Cile                                                                | 6 – 0                                                               | Iraq                                                                | Amichevole                                                          | 1                                                                   |                                                                     |
| 6-9-2013                                                            | Santiago del Cile                                                   | Cile                                                                | 3 – 0                                                               | Venezuela                                                           | Qual. Mondiali 2014                                                 | -                                                                   | 83’                                                                 |
| 10-10-2014                                                          | Valparaíso                                                          | Cile                                                                | 3 – 0                                                               | Perù                                                                | Amichevole                                                          | -                                                                   | 79’                                                                 |
| 14-10-2014                                                          | Antofagasta                                                         | Cile                                                                | 2 – 2                                                               | Bolivia                                                             | Amichevole                                                          | -                                                                   | 72’                                                                 |
| 5-6-2015                                                            | Viña del Mar                                                        | Cile                                                                | 1 – 0                                                               | El Salvador                                                         | Amichevole                                                          | -                                                                   | 74’                                                                 |
| 19-6-2015                                                           | Santiago del Cile                                                   | Cile                                                                | 5 – 0                                                               | Bolivia                                                             | Coppa America 2015 - 1º turno                                       | -                                                                   | 46’                                                                 |
| 4-7-2015                                                            | Santiago del Cile                                                   | Cile                                                                | 0 – 0 dts (4 – 1 dtr)                                               | Argentina                                                           | Coppa America 2015 - Finale                                         | -                                                                   | 95’                                                                 |
| 5-9-2015                                                            | Santiago del Cile                                                   | Cile                                                                | 3 – 2                                                               | Paraguay                                                            | Amichevole                                                          | -                                                                   | 58’                                                                 |
| 31-5-2018                                                           | Graz                                                                | Romania                                                             | 3 – 2                                                               | Cile                                                                | Amichevole                                                          | -                                                                   | 41’ 49’                                                             |
| 4-6-2018                                                            | Graz                                                                | Serbia                                                              | 0 – 1                                                               | Cile                                                                | Amichevole                                                          | -                                                                   | 65’                                                                 |
| 13-10-2018                                                          | Miami                                                               | Perù                                                                | 3 – 0                                                               | Cile                                                                | Amichevole                                                          | -                                                                   | 67’                                                                 |
| 27-3-2021                                                           | Ñuñoa                                                               | Cile                                                                | 2 – 1                                                               | Bolivia                                                             | Amichevole                                                          | -                                                                   | 73’                                                                 |
| 27-9-2022                                                           | Vienna                                                              | Qatar                                                               | 2 – 2                                                               | Cile                                                                | Amichevole                                                          | -                                                                   | 69’                                                                 |
| Totale                                                              |                                                                     | Presenze                                                            | 14                                                                  |                                                                     | Reti                                                                | 2                                                                   |                                                                     |

## Palmarès

### Club

#### Competizioni nazionali
- Campionato cileno: 2

Universidad de Chile: Apertura 2011, Clausura 2011
- Coppa d'Inghilterra: 1

Wigan: 2012-2013
- Community Shield: 1

Manchester Utd: 2013
- Coppa di Croazia: 3

Dinamo Zagabria: 2014-2015, 2015-2016, 2016-2017
- Campionato croato: 2

Dinamo Zagabria: 2014-2015, 2015-2016

#### Competizioni internazionali
- Coppa Sudamericana: 1

Universidad de Chile: 2011

### Nazionale
- Coppa America: 1

Cile 2015

### Individuale
- Capocannoniere della Coppa di Croazia: 1

2014-2015 (6 gol)